# Reovirales
Reovirales es un orden de virus de ARN que infectan animales, protistas, hongos y plantas. El genoma es ARN de cadena doble y por lo tanto se incluyen en el Grupo III de la Clasificación de Baltimore. El nombre de "Reoviridae" se deriva de "virus respiratorio entérico huérfano", en donde el término "virus huérfano" hace referencia al desconocimiento de alguna enfermedad a la que poder asociar al virus. 

## Características
Los viriones no presentan envoltura. Sus cápsides, formadas por múltiples proteínas, tienen simetría icosaédrica (T-13) y están generalmente organizadas en dos capas concéntricas, una exterior y otra interior. Los genomas de estos virus consisten en 10-12 segmentos de ARN bicatenario que se agrupan en tres categorías de acuerdo a su tamaño: L (grande), M (mediano) y S (pequeño). Los segmentos tienen una longitud comprendida entre 3,9 y 1 kpb, y cada segmento codifica 1-3 proteínas. Las proteínas se denotan por la letra griega correspondiente al segmento del que fue traducido (proteínas λ para el segmento L, μ para M, y σ para S).
Dado que estos virus tienen genomas ARN bicatenarios, la replicación se produce exclusivamente en el citoplasma. El virus codifica varias proteínas que son necesarias para la replicación y conversión del genoma ARN bicatenario en ARN monocatenario de sentido positivo o negativo. El virus puede entrar en la célula huésped a través de un receptor en la superficie de la célula. El receptor es desconocido pero se cree que incluye ácido siálico y moléculas de adhesión celular (JAMs). El virus presenta parte del endolisosoma sin revestir por proteasas, donde la cápsida es parcialmente digerida para permitir la entrada en la célula. El núcleo del virus entra entonces en el citoplasma mediante un proceso todavía desconocido y allí el genoma es transcrito conservativamente, produciendo un exceso de cadenas de sentido positivo, que se utilizan como plantillas para sintetizar ARNm de sentido negativo. Las partículas virales comienzan a ensamblarse en el citoplasma 6-7 horas después de la infección.
Una característica que distingue a los virus ARN bicatenarios, independientemente de la familia a la que pertenezcan, es su capacidad para llevar a cabo la transcripción de los segmentos de ARN bicatenarios bajo las condiciones apropiadas dentro de la cápsida. En todos estos virus, las enzimas requeridas para la transcripción endógena son, por tanto, parte de la estructura del virión.
Las partículas virales comienzan a ensamblarse en el citoplasma 6 a 7 horas después de la infección. La traducción tiene lugar mediante exploración con fugas, supresión de la terminación y omisión de ribosomas. El virus sale de la célula huésped mediante un movimiento viral monopartito no guiado por túbulos, movimiento de célula a célula y existiendo en cuerpos de oclusión después de la muerte celular y permaneciendo infeccioso hasta encontrar otro huésped.

## Infección en animales
En los animales afectan al sistema gastrointestinal (como los Rotavirus) y a las vías respiratorias del huésped. Aunque recientemente han sido identificadas diversas enfermedades causadas por los virus de la familia Reoviridae, el nombre original aún se utiliza.
La infección se produce a menudo en seres humanos, pero la mayoría de los casos son leves o subclínicos. El virus puede ser fácilmente detectado en heces y también en secreciones nasales o faríngeas, orina, líquido cefalorraquídeo y sangre. A pesar de la facilidad con la que se detecta, el papel del virus en las enfermedades o el tratamiento es aún incierto. Actualmente se está investigando el uso de estos virus en la lucha contra el cáncer.

## Taxonomía
La taxonomía actualizada del ICTV (2024) eleva la antigua familia a la categoría de orden, Reovirales. La familia Reoviridae se sustituye por las dos siguientes:
- Sedoreoviridae
  - Cardoreovirus
  - Carbreaovirus
  - Mimoreovirus
  - Orbivirus
  - Phytoreovirus
  - Rotavirus
  - Seadornavirus
- Spinareoviridae
  - Aquareovirus
  - Coltivirus
  - Cypovirus
  - Dinovernavirus
  - Mycoreovirus
  - Fijivirus
  - Orthoreovirus
  - Idnoreovirus
  - Oryzavirus